# Frank Conrad
Frank Conrad (Pittsburgh, 4 de maio de 1874 – Miami, 11 de dezembro de 1941) foi um engenheiro eletricista estadunidense, pioneiro do rádio.
Recebeu a Medalha Edison IEEE de 1930 e a Medalha Lamme IEEE de 1936.